# Cylindrotermitinae
Cylindrotermitinae (лат.) — подсемейство термитов из семейства Termitidae. Включает 2 рода.

## Описание
Мелкие термиты. У имаго и рабочих левая мандибула с апикальным зубом (LAt) примерно равным или короче LMt1+2 и хорошо развитым LMt3. Кишечник рабочего с длинной трубкой P1, образующей петлю вентрально под прямой кишкой (P5). Энтеральный клапан с шестью неравными подушечками. Голова солдата удлиненная, субпрямоугольная, лишена лобного выступа, покрыта короткими щетинками; мандибулы короткие, крепкие, кусательно-режущего типа; слабые бугорки на лбу расположены непосредственно между усиками над базолатеральными углами наличника.
Cephalotermes строит холмики и образует крупные колонии с небольшим количеством солдат, возглавляемые одним королем и одной чрезвычайно физиогастричной королевой, которая теряет способность ползать по мере созревания колонии. Cylindrotermes встречаются в мертвой древесине и образуют небольшие колонии.

## Распространение
Встречаются в тропиках и субтропиках. Cylindrotermitinae — роды древесных термитов из разных биогеографических регионов: Cephalotermes — из афротропического, а Cylindrotermes — из неотропического.

## Систематика
Подсемейство было впервые выделено в 2024 году. Группу рассматривали в составе подсемейства Termitinae в родовой группе Amitermes. В 2024 году в ходе реклассификации современных групп термитов таксон был выделен в отдельное подсемейство Cylindrotermitinae в составе 2 родов.
Cylindrotermitinae можно отличить от Amitermitinae, так как у последних P1 образует петлю вентрально под P5, а P2 находится на левой стороне брюшка.
- Cephalotermes Silvestri, 1912[4] — Афротропика
  - Cephalotermes rectangularis (Sjöstedt, 1899) — Бенин; Камерун; Конго; Демократическая Республика Конго; Габон; Берег Слоновой Кости; Нигерия; Сан-Томе и Принсипи[5][6][7].
- Cylindrotermes Holmgren, 1906[1] — Неотропика, 8 видов[8][9]